# Иващенко, Пётр Александрович
Пётр Алекса́ндрович Ива́щенко (при рождении Гланц; род. 19 августа 1976, Москва) — российский актёр дубляжа, переводчик, диктор и один из самых узнаваемых голосов в индустрии локализации фильмов, сериалов и видеоигр. Кроме озвучки, он ведёт интервью, участвует в гик-форумах, озвучивает обучающие и рекламные ролики, иногда работает над фанатскими проектами. Озвучил более 300 фильмов и больше 500 проектов (игры, сериалы, мультфильмы) по состоянию на 2025 год.

## Биография
Родился 19 августа 1976 года. Отец — Александр Витальевич Гланц (родился 9 сентября 1945), заместитель главного редактора и дизайнера газеты «Спорт-Экспресс» в 1991—2008 годах. Родители сыграли свадьбу, когда Петру было 13 лет.
Окончил Российский государственный гуманитарный университет (факультет информатики) в 1999 году. По профессии программист, пошёл работать в компанию «Фаргус», где стал не только работать над локализацией компьютерных игр, но и заниматься озвучиванием некоторых проектов. Спустя несколько лет сделал для друзей озвучивание своего первого фильма — «Укуренные» (англ. Cheech & Chong Up in Smoke), позже начинает бесплатно выкладывать свои переводы в Интернет.
Спустя некоторое время создал сайт Glanz.Ru, на котором собирал любые авторские переводы к западным фильмам. В это время перешёл на работу в компанию «Акелла», где озвучивал принца в серии игр «Принц Персии», главного героя игры «Готика 2» и множество других проектов вплоть до 2008 года.
В 2003 году, после прихода в телекомпанию «НТВ-Плюс», а спустя год — на студию «Мосфильм-Мастер», начал работать в официальном озвучивании и дублировании фильмов под фамилией своей матери.
В первой половине 2010-х годов переводил и озвучивал трейлеры к фильмам для сайта «КиноПоиск».
В середине-конце 2000-х и начале 2010-х годов был голосом National Geographic. С марта 2014 по октябрь 2015 года являлся бренд-войсом телеканала «Перец», с 15 июня 2019 года озвучивает анонсы для телеканала «СТС Love» из того же холдинга.
Также известен сотрудничеством с различными блогерами, среди которых Евгений Баженов («BadComedian»), Сыендук, Данила Поперечный, Михаил Кшиштовский, Даниил «Chuck Review» Лазаренков, Георгий «Мефисто» Будз и Максим Голополосов.
Один из немногих, кто поддержал удаление статей о «некоторых» актёрах дубляжа из Википедии.
В 2021 году стал одним из голосов навигатора 2ГИС.

## Личная жизнь
Был женат на актрисе Инне Королёвой, имеет дочь Ульяну (род. 18 октября 2002, сыграла Женю Ковалёву в 1—2 сезонах сериала «Сваты»). Женат на Валерии Иващенко, имеет дочь Марианну (род. 20 июня 2014).

## Работы актёра

### Закадровое озвучивание

#### Телепередачи
- 2001—2003 годы — ТВ-6, ТВС — Сеть, затем Паутина — диктор в рубрике о компьютерных играх «Game»[7][8]
- 2004 год — НТВ — Мышеловка — диктор
- 2007 год — ТВ Центр — Наши любимые животные, цикл развлекательных передач — диктор
- 2010 год — ДТВ — Разрушители пословиц — диктор
- 2012 год — Первый канал — Александр Домогаров. Исповедь одинокого мужчины — диктор
- 2012 год — ТВ-3 — Параллельные миры — диктор
- 2018 год — Че! — +100500 — диктор, объявляет названия рубрик
- 2018 год — 2х2 — TUTUREAL — закадровый голос
- 2021 год — Че! — Iтопчик — Мистер голос в вместе Макс

#### Документальные фильмы
- 2025 год — GAZ — ПАТТЕРН — закадровый голос

#### Интернет-шоу
- с 2016 года — YouTube-канал «Навигатор Игрового Мира»)[9]

### Озвучивание

#### Дубляж
- 2016 — Дэдпул — Уэйд Уилсон / Дэдпул (Райан Рейнольдс)
- 2018 - Дэдпул 2 — Уэйд Уилсон / Дэдпул (Райан Рейнольдс)

#### Озвучивание сериалов
- Засланец из космоса — Гарри Вандершпигель[источник не указан 280 дней]

#### Озвучивание мультфильмов
- 2009 — Наша Маша и волшебный орех — Сказочник / Никодим / Мышь-домофон / Солнце / Стражник
- 2012 — н. в. — Фиксики — Папус / папа ДимДимыча / попугай Гриша
- 2013 — Привередливая мышка — осёл
- 2013 — Белка и Стрелка. Лунные приключения
- 2014 — Курица — все мужские голоса
- 2017 — Фиксики: Большой секрет — Папус / папа ДимДимыча
- 2017 — Знайчишка и его друзья. На кого я похож? — отец Медвежки
- 2018 — Богатырята — Алекс / Соловей Романович
- 2019 — Фиксики против кработов — Капитан
- 2021 — н. в. — Крутиксы
- 2022 — Бука. Моё любимое чудище — Василий / начальник почты / второстепенные персонажи
- 2022 — Щелкунчик и волшебная флейта[10] — баран Кудряш / Свиток / господи Раттер
- 2022 — н. в. — Ум и Хрум — Сосискамен
- 2024 — 13 карт[10]
- 2024 — Киберслав — Арт / Драгомир

#### Озвучивание в компьютерных играх
- 2000 — Kingpin: Life of Crime — различные NPC[11]
- 2002 —  Gothic 2 —  главный герой[12]
- 2003 —  Postal 2 —  полицейский, прохожие люди[13]
- 2005 — Fahrenheit — Лукас Кейн[14]
- 2005 — Call of Cthulhu: Dark Corners of the Earth — Генри Гаррисон[15]
- 2008 — Prince of Persia — Принц[16]
- 2008 — Dead Space — Зак Хэммонд[17]
- 2009 — Call of Duty: Modern Warfare 2 — Владимир Макаров / Николай / Саймон «Гоуст» Райли[18]
- 2009 — Uncharted 2: Among Thieves — Гаррисон «Гарри» Флинн[19]
- 2010 — Mafia II — Альберто Клементе[20]
- 2011 — Driver: San Francisco — Тобиас Джонс[21]
- 2012 — Call of Duty: Black Ops II — Алекс Мэйсон[22]
- 2014 — Assassin’s Creed: Unity — Арно Виктор Дориан[23]
- 2016 — S.T.A.L.K.E.R.: Тень Чернобыля — Darkest Time[24]
- 2016 — Deus Ex: Mankind Divided — охрана семьи Двали (оригинальная английская версия)[25] / Джонни Ганн (локализация)[26]
- 2018 — Life Is Strange: Before The Storm — Вышибала (локализация от ElikaStudio)[27]
- 2018 — S.T.A.L.K.E.R.: Зов Припяти — Камень Преткновения. Пролог.[28] — Соха
- 2018 — S.T.A.L.K.E.R.: Тень Чернобыля — Darkest Time: Extended[29]
- 2018 — Protocol — главный герой[30]
- 2019 — Lost Ark — Джендри, Карлос Альваро, Каин[31]
- 2020 — Command & Conquer: Remastered Collection — Иосиф Сталин (локализация от R.G. MVO)[32][33]
- 2020 — Resident Evil 3 — Карлос Оливейра (локализация от R.G. MVO)[34]
- 2020 — Cyberpunk 2077 — Адам Смэшер, Макс Джонс[35]
- 2021 — SCP: Containment Breach — SCP-990 (локализация от GamesVoice)[36]
- 2023 — Resident Evil 4 — Майор Джек Краузер[37]
- 2023 — True Stalker (модификация для игры S.T.A.L.K.E.R.: Зов Припяти) — Термит, наёмник
- 2024 — Warhammer 40,000: Space Marine 2 — Севаст Акеран[38]
- 2025 — Crossout — Вэйд [37]

### Радио
- Соавтор и соведущий программы «Тимон и Пумба шоу» на радио «Маяк» (2010)
- Ведущий подкаста «Полкино» на радио «Маяк» (2010—2014, 2016—2017)
- Ведущий программы «Министерство кинокультуры» на радиостанции «Серебряный дождь» (31 августа — 5 октября 2018)
- Голос радиостанции «Вести-ФМ»
- Голос радиостанции «Маяк»
- Голос детских сказочных радиосериалов на Радио России — За облаками и Аквария

### Участие в интернет-шоу
- 2016 — «От винта!»[39] (YouTube-канал «Навигатор Игрового Мира») — приглашённый гость
- 2016 — Интервью[40] (YouTube-канал «Навигатор Игрового Мира»)
- 2017 — «Пульс»[41] (YouTube-канал «RTS Media») — игрок
- 2020 — «7 игр»[42] (YouTube-канал «Навигатор Игрового Мира») — приглашённый гость